# 塘興村
23°30′05.2″N 120°34′44.7″E / 23.501444°N 120.579083°E
塘興村為中華民國嘉義縣竹崎鄉的行政區。落坐於竹崎鄉南部，海拔150至450公尺之山坡地，北接龍山村、西接義隆村、南臨白杞村、東臨文峰村。 
該村面積為5.1472平方公里，行政區包含16個鄰、288戶、總人口數994人。

## 地理
塘興村位於海拔150至300公尺之山坡地，平均溫度25度，位於樸仔溪上游。此村地質、氣候、溫度適合種植，遂以柑橘、柳丁、龍眼、茂谷柑、檳榔等經濟作物為大宗。

## 聚落歷史

#### 塘下寮
該地本來為糖廍下方所搭的草寮，故稱為塘下寮，而其中塘興村自古與白杞、文峰同屬樟樹坪，俗名塘下寮。

#### 塘興村
源自嘉義廳大目根堡樟樹坪庄四佰伍拾玖番地，1920年更名台南州嘉義郡竹崎庄樟樹坪庄四佰伍拾玖番地於，1946年改名為竹崎鄉塘興村。

## 教育
塘興村無教育單位，學童必須於臨村的內埔國小、桃源國小、昇平國中就學。

## 文化資產
塘興村村民信仰道教居多

#### 武當山廟
塘下寮武當山廟供俸玄天上帝、三山國王、觀世音菩薩，為劉姓祖先從廣東省請來，並於1973年與現址建置。

#### 聖安宮
為賴厝之庄廟，主神為五顯聖帝，其祭祀圈還包含文峰村大坑之居民。

#### 振興宮
此廟為無底潭之庄廟，主神為關聖帝君，為陳姓先民於大陸遷居於此地所攜帶之神像，於1912年建廟。

#### 頂坪慈雲寺
此廟為頂坪之庄廟，主神為觀音佛祖，為先民於大陸廣東省梅縣遷居於此地所攜帶之神像，非常靈驗，最早觀音佛祖供奉在十鄰賴郭公廳，當時濟世方式為早見的觀落陰，後來法師去世後就失傳了，後來佛祖神威顯赫，要蓋廟，於民國七十九年（1990）開始正式動土，民國九十年（2001）完工落成，現在固定每周三與初一十五晚上八點有開壇濟世。

## 景點

#### 劉氏家祠
塘下寮地區以石派劉氏為大世家族，遂有劉氏家祠「本思堂」，該家祠後山為百年老原始林，種有相思樹、桃花心木樹、榕樹等 ，其中包括30餘棵百年楓樹可供人觀賞。

#### 無底潭
無底潭相傳潭中乃有一蚯蚓吸取日月天地精華，直至潭面越來越廣、潭深越來越深，遂稱無底潭。

#### 番仔路科
番仔路科:此地為緩斜的溪谷，為康熙末期漢人侵入阿里山鄒族之蘆麻產社，該社村民所行走之路線。

## 出身名人
塘興村為竹崎椪柑的原鄉，據該村耆老所言：
在日治時代由劉家盛、劉岳、劉糖等人先種植栟柑，光復後，鄉長林順先生在鄉民代表劉瑞仁的柑橘園，選取優良果樹的接穗，委託員林苗圃商代為接枝培植，接活之幼苗再帶回竹崎育種，翌年由鄉公所補助，以每棵一元賣給農民種植。
由於地質、氣候、溫度、濕度適合種植，加上品質、產量、收益皆不錯，才推廣到全鄉。因此，林順先生被稱為竹崎『栟柑之父』。